# Sayur Matinggi (Dolok Sigompulon)
Sayur Matinggi is een bestuurslaag in het regentschap Padang Lawas Utara van de provincie Noord-Sumatra, Indonesië. Sayur Matinggi telt 118 inwoners (volkstelling 2010).